# 福建电力职业技术学院
福建电力职业技术学院，简称福建电院，是中华人民共和国的一所全日制专科公办省属普通高等职业学校，位于福建省泉州市，现有2个校区（丰泽校区、洛江校区）。
1984年5月4日，泉州电力学校成立。1989年7月，增挂“福建电力职工中等专业学校”的牌子。2003年2月，升格为福建电力职业技术学院。